# Bajsa
Bajsa (szerbül Бајша / Bajša) a Szerbia északi részét képező Vajdaság egyik kis faluja. Bácska szívében, Topolya község részeként, Topolyától 5 km-re délnyugatra fekszik a Telecskai-löszhátság közepén 101 méteres tengerszint feletti magasságon. A falut forgalmas műút szeli ketté, amely Kulára vezet, valamint Pannóniát Bajsával egy helyi jellegű út köti össze. 1991-ben 2641 lakója közül több a magyar, de élnek itt szép számban szerbek és szlovákok, immár háromszáz éve békességben. A lakosság száma sajnos csökken, 20 személlyel évente.

## Története

### Középkori lelőhelyek Bajsa környékén
A mai Bajsától egy kilométernyire délre, a Bács-ér völgyének nyugati magas partján, amely félszigetszerűen emelkedik ki környezetéből, egy templom romjai és egy körülötte elhelyezkedő temető találhatóak. A települést a magyarok hozták létre. Ezt a régészeti lelőhelyet Kecskés-partnak nevezik. Az 1977 nyarán, a lelőhelyen végzett próbaásatásokból annyi derült ki, hogy az itt található téglatemplom román stílusban épült a 11. vagy a 12. században. Ez a  templom egyes feltételezések szerint a tatárjárás alkalmával pusztult el. Az építőanyagot ismeretlen helyre szállították. Később ugyanezen a helyen egy kisebb méretű templom épült. Ez a templom a török hódoltság idején pusztult el. Az ásatásokat végző Szekeres László régész szerint biztosra vehető, hogy a középkori Nagybajcs (Nagybaych), azaz Nagybajsa itt helyezkedett el.
Bajsától északra, a volt Vojnits Stufi-szállás közelében, a Bács-ér topolyai és moravicai ágának (az úgynevezett Nyári-völgy) összefolyásánál, a patakok által határolt területen 1956-ban, terepbejárás alkalmával  középkori cserepeket találtak, ami elpusztult településről tanúskodik. Itt, a topolyai ág völgyének a túloldalán, elpusztított temető található.
Az előbb említett lelőhelyekről északabbra található az úgynevezett Kertek hátulja nevű lelőhely. Itt a völgyből kiemelkedő partból az ötvenes évek közepe táján az építkezéshez sok földet hordtak el minden ellenőrzés nélkül, s így meghatározatlan számú szarmata és középkori sírt tettek tönkre. Erről a lelőhelyről 1956-ban a szabadkai múzeumba került néhány, a 15.-16. századra jellemző ruhadísz (aranyozott ezüstkorong, levéldíszes, négyszög alakú, aranyozott veret).
Ezek a lelőhelyek nincsenek írásos dokumentumok alapján azonosítva, ezért történelmi neveikkel kapcsolatban csak feltevésekre hagyatkozhatunk.

### A középkori Bajsa az írásos emlékek alapján
A 13. és a 14. században vidékünk települései a Duna és a Tisza mentén csoportosultak. Később az emberek mindjobban Bácska közepébe húzódtak vissza, elsősorban patakok, mocsarak és lápok mellé, és főleg a völgyekbe. Itt találtak nádat a kunyhók és a putrik (földbe vájt kunyhók) tetőzetéhez, jobb feltételek mellett halászhattak és vadászhattak, valamint vizet találtak a száraz nyári hónapokban is. A völgy védte a nagy szelektől az ott lakókat, amelyek a nagy tüzek okozói voltak, s gyakran egész falvakat pusztítottak el.
Egy patak mellett, amelyet ma Krivajának (a népnyelvben még: Krivajnak, Sáncnak, Barának) hívnak, alakult meg és indult fejlődésnek Bajsa. A Krivaja patakot magyarul említik még Bács-érnek is. Ez egy nagy kiterjedésű mocsár volt, amely mai folyó-alakját a 19. és a 20. század fordulóján végrehajtott vízszabályozások után nyerte el.
Bajsa nem mindjárt a mai nevén jelent meg a történelmi feljegyzésekben. A kalocsai László püspök 1334-ben Károly királlyal javakat cserélt, és ezen javak közt említi: "Zurduch in comitatu Bachiensi" - azaz Szurdok a Bács vármegyében. A „Szurdok” név jelentése: víztől kivájt, meredek falú, keskeny, mély völgy. Ezen a néven említik ezt a helyet, amely feltehetően fél kilométernyire nyugatra terült el Bajsa határától 1774-ben. A mai Bajsa már magába foglalja ezt a területet. Szurdok a Krivaja pataktól délre helyezkedett el.
Mátyás király e vidéket édesanyjának, Szilágyi Erzsébetnek ajándékozta, a környező településekkel együtt (ezek a falvak név szerint: a bácskai Györgyén, Bajmok, Nagyfény, Csantavér, Pacsér, Nagybajsa, Kisbajsa). A mai Bajsától 1 km-re (ahol a 18. század végén a zombori a bajai úttal találkozott) terült el az úgynevezett Nagybaych, Nagy Bajsa, amely a török hódoltság alatt teljesen megsemmisült. Itt egy magaslaton megtalálhatók a régi templom maradványai. Ezt a magaslatot a bajsaiak ma Templomhegynek nevezik. Nagy Bajsa szomszédságában volt Fybaych, azaz Kis Bajsa, amelyből a mai Topolya fejlődött ki. Szilágyi Erzsébet ezekről a területekről származó jövedelmekből fényes udvart tartott és pazar életet élt. Ebből a tényből következik az, hogy ezek a területek betelepítettek voltak, sok megművelt területtel. A megművelt föld nagysága 1526-ig folyamatosan nőtt. 1485-ben a Dóczikat említik, mint Bajsa tulajdonosait, akiknek nem volt fiú utódjuk, és ezért az akkor uralkodó magyar király, Ulászló, Bajsát a Both-testvéreknek (András és Ambrus) ajándékozta. 1504-ben Bajsa Corvin Jánosé lett.
Bajsa a 15. század közepétől a mohácsi vészig fokozatos fejlődésen ment keresztül. A törökök kiűzése után, a kézzel rajzolt térképeken házak, kutak, szántók és szőlőskertek vannak berajzolva az utak mentén. Ha tudjuk, hogy a török uralom alatt Bajsa fejlődése teljesen megállt, nagy biztonsággal megállapítható, hogy ezek a létesítmények a mohácsi csata előtti időszakból származnak.
Egyes források szerint Bajsától nyugatra szintén volt lakott hely, amit Hímesegyházként említenek 1462-ben és 1504-ben, északabbra Nagy Völgy nevű településről tudunk.

### A török hódoltság alatt
A kalocsai érsekség a török hódoltság alatt is szedett egyházi járandóságot a híveitől, de csak azokon a helyeken, ahol nem volt török helyőrség. Így Bajsára 24 pénzegység és egy pár csizma egyházi adó volt kiróva. Annak ellenére, hogy a földbirtokosok északi országrészekre húzódtak a törökök elől Bajsán nem állt meg az élet.
Bajsát 1580-ban a szabadkai náhije (náhi – török közigazgatási kerület) falujaként említik meg 22 házzal, amelyek lakói adót fizetnek. 1590-ben a falu már a zombori náhihez tartozott, 27 házzal.
A török adózási könyvek szerint 1639-ben: Nagy Bajsa 26 ház, Kis Bajsa 21, Pacsér 16 ház, Szabadka város 49 ház. Ezekből az adatokból arra következtethetünk, hogy Bajsa a környező települések között, igen fejlett volt. A török elnyomás vége felé, újra fejlődésnek indult.
Érdekességként kiemelhető az a tény az, hogy alig esik szó az ezekre az időkre nagyon is jellemző rablásokról és fosztogatásokról, míg a szomszédos Szerémségben és Szlavóniában igen gyakori volt az ilyenfajta jövedelemszerzés.
A török hódoltság (ezen a vidéken több, mint 170 év – 1526-tól mohácsi csata 1697-ig zentai csata) időszakában semmilyen fejlődés nem figyelhető meg ezen a vidéken. Ugyanakkor nem beszélhetünk Bajsa elnéptelenedéséről sem, mint ahogy az bizonyos más helyekre jellemző volt ez idő alatt. A törökök Bajsát 1686-ban elhagyták, a környező településekkel egyetemben. Bajsa lakosságának a teljes nyugalmat, a török betörő, portyázó csapatoktól. A török fennhatóságot az osztrák fennhatóság követte.

### A zentai csata után
Buda visszafoglalása után (1686. szeptember 2.) és a szegedi török helyőrség visszavonulása után a mai Bácska területe felszabadult a török hódoltság alul. Ám portyázó török csapatok be-betörtek a Tisza túloldaláról, ami ekkor még török fennhatóság alatt állt, fosztogatták és rablácra verték a lakosságot. Az ilyen fegyveres betörések alkalmával a lakosság tömegesen menekült mocsaras, lápos területre, ahová a fegyveres rablóhordák már nem üldözhették őket. A biztonságosabb életfeltételeket az 1697-es év hozta meg. Ebben az évben Savoyai Jenő vezette keresztény seregek Zentánál elsöprő győzelmet arattak a török sereg felett.
A nyugalom nem tartott sokáig. Bajsa a Bácska nagy részével együtt elpusztult a kuruc-labanc csatározások során a Rákóczi-szabadságharcban, amely 1703-tól 1711-ig tartott. A szatmári béke (1711) után a falu kamarai igazgatás alá került. A kamara különböző jószágkereskedőknek adta bérbe Bajsa elnéptelenedett határát, ezen a területen legeltették állataikat. Ezek jelentették a környék lakosságát, putrikban vagy kunyhókban éltek. Egyedüli beruházást a kisebb földterületek megművelése és az állatok itatására alkalmas ásott kutak jelentették. Ezeknek a kutaknak az ásása jelentős befektetés volt, ezért csak a tulajdonos használhatta őket, másoknak fizetni kellett a használatért. A puszta bérleti díjáról nem maradtak fenn pontos adatok, de általában tízéves időszakra adták őket bérbe.
1751. június 25-én Mária Terézia a bajsai pusztát Zako Stevannak adományozza, azzal, hogy köteles betelepíteni. Zákó Stevan 1751. március 1-jén nemesi oklevelet kapott a törökök ellen vívott harcaiért, a tiszai határőrvidék megszüntetése után. A tiszai határőrvidéket a zentai csata után hozták létre a portyázó török csapatok betörései semlegesítésére. 1751-től válik Bajsa újra faluvá. Miután a környéken csak Topolya betelepítés kezdődött meg, a lakosságot távolabbról kellett toborozni. Az első ideérkező magyarok és szlovákok a Felvidékről, a szerbek pedig a határőrvidékről érkeztek. Az első telepes csoport negyven szerb család volt. A földesúr az első évben a telepeseknek földet osztott ki, felszántatta és bevettette és az első aratásig megélhetést biztosított a betelepülteknek. Felszabadította őket a hűbéri adók alól egy évre, azokat akik szőlőtermesztéssel foglalkoztak öt évre mentette fel az adó alól.
Zako Stevan anyagi gondokkal küszködött, a betelepítés költségei és bizonyos gazdálkodási nehézségek miatt. Az új földbirtokos, hogy visszafizesse kölcsöneit 1759-ben Bajsa felét eladta a módos Vojnits fivéreknek, Lukácsnak és Jakabnak, 13 000 forintért. A Vojnits fivérek hamarosan megszerezték a kegyúri jogokat is. A Vojnits családtagok később egymás között osztották fel Bajsa felét. A falu további életét, e kettőn kívül, több nemesi család is meghatározta (Falcionon, Lelbachok, Fernbachok, Wamoscherek). Zako Stevan halála után fia, Petar örökölte Bajsó alsó részét. Bajsa egyik fő utcája ma is a Zako nevet viseli.
A falu lakóinak száma az 1750-es években gyakran változott, mivel az egész Délvidéken újratelepítés ment végbe, így a lakosságnak voltak választási lehetőségei.
A bajsaiak földműveléssel, állattenyésztéssel és kisipari tevékenységekkel foglalkoztak. A 18. század közepén a földművelés fő terméke a káposzta, a borsó, a szőlő és a köles volt. Később, pedig a len, bab, a cirok és a kukorica, valamint a búza, az árpa és a zab. Az állattenyésztés területére főleg a marhatenyésztéssel foglalkoztak, kisebb mértékben birka és disznótenyésztéssel foglalkoztak. A kisipari szakmák közül a molnár, a bognár, a hentes, a kovács és a borbély volt a jellemző.
A 18. század végére egy szervezett feudális rendszerben működő falusi közösség jött létre.

### A 19. század elejétől napjainkig
1806-ban Bajsán négy szárazmolnár, és egy vízimolnár működött. Az ipari forradalom első vívmányai az 1800-as évek végén jelentek meg. Érdekes adat még, hogy Bajsán 1908-ban fényképüzlet működött. Kereskedelemmel főleg a szerb és a zsidó nemzetiségű lakosság foglalkozott. 1812-ben Bajsán három üzlet volt. A legfontosabb árucikk akkoriban a só volt. 1753-ban nyílt meg az elő kocsma, 1790-ben már három kocsmát tartottak számon.
1881-ben épült a községháza, a munkálatokat a cservenkai származású Jákob nevű mester vezette.
Bajsa az újratelepítés után Bács-Bodrog vármegyéhez tartozott. Az 1848–49-es forradalom és szabadságharc után a Habsburgok megszüntették a megyei fennhatóságot és a terület a temesvári székhelyű Szerb Vajdasághoz tartozott 1849-től 1859-ig. Ezt követően újra helyreállt a megyei közigazgatás. A 19. és a 21. század fordulóján Bajsát a topolyai községben említik. Ez idő tájt esik említés a téglaégetőről (téglagyár), ami a mezőgazdaság mellett az egyetlen számottevő ipari létesítménye volt a falunak.
Az első világháború pusztításai Bajsát elkerülték, de a falu lakosságának férfi tagjai részt vettek az első világégés harcaiban, főleg az olasz fronton, az Osztrák–Magyar Monarchia szolgálatában. Az első világháború után az Osztrák–Magyar Monarchia  felbomlása után Bajsa az egész Vajdasággal egyetemben az SZHSZ Királyság területéhez tartozott. 1921-ben szerb telepesek (dobrovoljácok) érkeztek a faluba.
A második világháború alatt Bajsa újra magyar fennhatóság alá került. Több falubeli hadköteles férfi a németbarát politikát folytató Magyarország hadseregébe vonult be, és harcolt a keleti fronton Oroszország ellen.1941-ben a szerbeket deportálták és helyükre bukovinai székelyek jöttek, akik 1944-ben kénytelenek voltak magyarországi falvakba áttelepülni. Később a fasizmus gyengülése után megalakult a Petőfi-brigád. Itt is több falubeli harcolt.
Az ország újjáépítése folyamán megtörténik a feudalista vagyon államosítása, megalakul az első szocialista termelőszövetkezet. A falu villamosítására és a falu Topolyával összekötő út kikövezésére 1946-ban került sor.
1956. július 4-én lett kész a második világháborúban megölt bajsaiak emlékére.
2000-ben leégett a Wamoscher-féle kastély egyik része. Tűz gondatlanságból keletkezett. Avarégetés közben tüzet fogott egy kétszáz éves tölgyfa és erről a tűz a tetőszerkezetre terjedt át. A mennyezet 40 köbméter erdélyi fenyőfából készült, amely puskaporszáraz volt. Ennek a ténynek a tudatában, már nem tűnik, olyan hihetetlennek, hogy a háromszáz férőhelyes moziterem pillanatok alatt teljesen megsemmisült.
A régi, romos állapotban lévő 1881-ben épült községházat a falu saját forrásokból kezdte el tatarozni, majd 2002-ben fejeződtek be a munkálatok. A tatarozást cservenkai kivitelezők csinálták meg.

## A Vojnits (Vojnich) család
Vojnits István 1678. december 27-én született Szabadkán, ő volt a Vojnits családfa első tagja. Szülei, György és Ufkrasztovits Ursula a dalmát tengerpartról kerültek vidékünkre.
Vojnits Istvánnak és feleségének, Vidákovits Angelinánank öt fia (Lukács, Jakab, András, Simon és Mihály) és egy leányuk (Magdolna) volt.
István és elődei az osztrák hadseregben szolgáltak, és részt vettek környékünk felszabadításában a török uralma alól.
Vojnits Istvánt Mária Terézia királynő 1741. október 28-án nemesi oklevéllel tüntette ki. Az oklevélben a következő szöveg olvasható: „Vojnits István és elődei hűségéért, odaadó szolgálataiért, valamint Vojnits István különböző időben és helyeken, de elsősorban a törökök elleni harcban való részt vételéért, az elődök kiontott véréért, abban a hitben, hogy a királyi udvar további hűségre fogja késztetni.”
1742. szeptember 19-én a nemesi címet a bácsi érseki közgyűlésen hirdették ki.
1743-ban Vojnits István Szent Mária város (Szabadka) főbírája lett, s ezzel a környék leggazdagabb és legbefolyásosabb embere.
István két fia: Lukács és Jakab 1759-ben megvették Bajsa felét, 1761-ben, pedig Roglatica 1/3-át.
1793-ban Bécsben felvették a „Bajsai” előnevet.
A Vojnitsok összetartóak voltak, közös volt a kiadás és a haszon is. Bőkezűen adakoztak nemes célra. Adakoztak az eszéki híd építésére, a katolikus templom és a plébánia építésére az anyagiak nagy részét szintén ők biztosították. Vojnits Máté (Lukács fia) 1817-ben szegényház-kórházat építtetett. 1830-ban kálváriát és több keresztet emeltetett.
A Vojnitsok adományozták a Szentháromság-szobrot Szabadkának, amely ma a Szent Teréz-székesegyház mellett található.
A Vojnits család tagjai a szélrózsa minden irányába szétvándorolt, az ottmaradtak pedig kihaltak. A környező településeken is élnek a Vojnits család leszármazottjai. Bajsán azonban egy, de ő is hetvenéves.
Az 1900-as évek közepén a bajsai Vojnits családnak kúriája volt Küngösön is.

## A kálvária
1830. május 1-jén Bajsai-Vojnits Máté és hitvese, Volarits Antónia 1000 forintot helyeztek el az Egyház Kegyes Alapítványok pénztáránál, az általuk létesített Kálvária-alapba.
Közvetlenül az új kálvária mellett helyezkedett el a Frém Mihály által 1817-ben alapított régi kálvária Jézus márványkeresztjével és a latrok fakeresztjével.
Amikor 1930-ban elkészült az új kálvária, a régit elbontották és csak a Megváltó keresztje maradt a helyén. Az új kálvária stáció nélküli, három nagyméretű kereszttel és három embernagyságú szoborral. Ma is áll az építmény, habár meglátszik rajta az idő múlása. Hámlik a vakolat, fahajtásokkal van benőve, de nagypéntekre mindig rendbeteszik, bemeszelik, habár 1955 óta nem ott végzik a nagyheti szertartásokat.
A kálvária alatt kripta van, melynek díszes csiszoltkő ajtaját a Vojnits-címer és a következő felirat látható:
"Itt nyugszanak hamvai tekintetes nemes Bajsai Vojnits Máté Úrnak Nemes Báts és Bodrog Vármegyék tábla Bírájának. 1834. évi Mint Szent hava 24. napján életének 69. évében örök nyugalomra szenderült. Keseregsz elhunytnak elmaradott özvegye Tekintetes Volarits Antónia Asszony, ki a hűségtül és a valódi hitvesi szeretettül vezéreltetve 1835. évi Szint Iván hava 8. napján az emléklapot emele. Áldás az elhunytnak hamvaira"
A kálvária kriptájában nyugszik még: Vojnits Zsigmond (1827–1883) és Zákó Bertával kötött házasságából született leánya, Vojnits Izabella (1854–1909)

## Az ótemető
A falu újratelepítése óta a katolikus egyházközösség temetőnek használta azt a 2 hold 390 négyszögöl területet, amely a mai Mezőgazdasági Szövetkezet udvara.
1959-ben az akkori "Zemljoradnicka Zadruga" tulajdona lett, 1895-től ugyanis az új temetőbe kezdtek temetkezni. Az ótemetőben 1948-ban történt az utolsó temetés, és utána csak azokat temették ide, akiknek már korábban váltott sírhelye volt.
A temetőbe a Malom tér utcából lehetett bejutni, jobb felől állt a temetőkereszt, amelyet 1819-ben Petrás Mihály állíttatott.

## Az újtemető
A régi temető teltsége miatt a katolikus hitközösség elhatározta, hogy új temetőföldet vásárol. A földet Szabó Ferencnétől (szül. Szabó Ágnes) vették. A Galambos Ágnes tulajdonában levő 3300 öl földterület a katolikus hitközösség 1350 forintért vásárolta meg.
1905. december 4-én a régi kálvária vörös márványkeresztjét átszállították az újtemetőbe, ahol ma is áll.
Kezdetben a temető bal felébe felnőtteket, a jobb felébe, pedig gyermekeket és csecsemőket temettek.
1896-ban felépült a sírásóház a temető sarkába, ahol a sírásó lakott, és őrizte a temetőt is. A házat 1988-ban bontották le, amikor utolsó lakója, Virág Anna elhunyt.
1991-ben a temető az ortodox és az evangélikus temetővel együtt a helyi közösség fennhatóságába került.
A régi kálvária-kereszt az új temetőben kapott helyet. A régi kálváriát Frém Mihály és neje Koller Katalin zobnaticai lakosok állíttatták 1817-ben. Jézus keresztjét vörös márványból, a két latorét, pedig fából.  1830-ban azonban Bajsai-Vojnits Máté és neje Volarits Antónia nagyobb, stáció nélküli kálváriát emeltetett a régi kálvária mellé, három kőkereszttel és három szoborral. A feleslegessé vált régebbi, vörös márványkeresztet 1905. december 4-én Kászonyi László, budapesti szobrász az egyházközösség utasítására az újtemetőbe szállította át, ahol ma is áll. 1906. november 4-én Kovács László új öntvény-corpust helyezett a keresztre. 1893 tavaszán Molnár András plébános kezdeményezésére a keresztet vaspántokkal erősítették meg.
Az ótemetőből került át az ótemető keresztje. 1959-ben, amikor az ótemető a bajsai Mezőgazdasági Szövetkezet tulajdona lett. A keresztet 1819-ben Petrás Mihály, bajsai lakos emeltette. 1994-ben a korhadt keresztfa kidőlt. A corpuszt 1994. december 6-án ft. Brasnyó Ferenc plébános utasítására felállították a régi kereszt helyére.

## Népesség

### Demográfiai változások
| 1948 | 1953 | 1961 | 1971 | 1981 | 1991 | 2002 | 2011 |
| ---- | ---- | ---- | ---- | ---- | ---- | ---- | ---- |
| 2987 | 2826 | 2797 | 2990 | 2753 | 2745 | 2568 | 2297 |

### Etnikai összetétel
A 2002-es adatok szerint:

## Külső hivatkozások
- Bajsa hivatalos honlapja
- Bajsa történelme Archiválva 2009. június 29-i dátummal a Wayback Machine-ben